# Gemeinde Cetinje
Die Gemeinde Cetinje (montenegrinisch Prijestonica Cetinje/Пријестоница Цетиње oder auch Opština Cetinje/Општина Цетиње) ist eine Gemeinde in Montenegro. Ihr Verwaltungssitz ist die Stadt Cetinje.
Da Cetinje historische Hauptstadt Montenegros und auch heute noch Amtssitz des Präsidenten ist, führt die Gemeinde den Titel Prijestonica (zu Deutsch „Amtssitz oder auch Hauptstadt“), anders als die restlichen montenegrinischen Gemeinden, die Opština heißen.

## Bevölkerung
Die Volkszählung aus dem Jahr 2011 ergab für die Gemeinde Cetinje eine Einwohnerzahl von 16.657. Davon bezeichneten sich 15.082 (90,54 %) als Montenegriner und 727 (4,36 %) als Serben. In geringerer Zahl gibt es Angehörige anderer Ethnien (z. B. Roma) und Identitäten (z. B. „Serben-Montenegriner“).
Größte Religionsgemeinschaft bilden mit 15.349 Angehörigen (92,15 %) die Orthodoxen Christen. 241 Personen (1,45 %) deklarierten sich als Atheisten.
| Zensus        | 1948 2 | 1953 2 | 1961            | 1971            | 1981            | 1991            | 2003            | 2011            |
| ------------- | ------ | ------ | --------------- | --------------- | --------------- | --------------- | --------------- | --------------- |
| Einwohner     | 25.144 | 25.549 | 23.503          | 22.024          | 20.213          | 20.307          | 18.482          | 16.657          |
| Montenegriner |        |        | 22.972(97,74 %) | 21.076(95,70 %) | 19.249(95,23 %) | 18.891(93,03 %) | 16.758(90,67 %) | 15.082(90,54 %) |
| Serben        |        |        | 232(0,99 %)     | 378(1,72 %)     | 238(1,18 %)     | 532(2,62 %)     | 853(4,62 %)     | 727(4,36 %)     |
| Jugoslawen    |        |        | 15(0,06 %)      | 149(0,68 %)     | 249(1,23 %)     | 328(1,62 %)     | 27(0,15 %)      | -               |